# Jacopo Corsi
Jacopo Corsi (Florença, 17 de julho de 1561 - Florença, 29 de dezembro de 1602) foi um Mecenas e compositor italiano do final do Renascimento e do início do Barroco e um dos principais patrocinadores das artes em Florença. Sua obra mais conhecida é Dafne, cuja partitura escreveu em colaboração com Jacopo Peri. Seis fragmentos da composição sobreviveram, dois de Corsi e quatro de Peri. O libreto de Ottavio Rinuccini sobreviveu intacto. Dafne é considerada como a primeira ópera global. 

## Vida
Nascido em Florentino em 17 de julho de 1561, foi filho de Giovanni Corsi e da Condessa Alessandra Della Gherardesca, filha do Conde de Donoratico Simone. 
Passou sua infância juntamente dos irmãos Bardo e Giulio no Palazzo dei Boni que havia sido adquirido pelo seu pai em 1563. É neste Palácio que Jacopo e seus irmãos crescem e onde lhe são atribuídos investimentos em estudo. Além dos conhecimentos mercantis herdados do pai, tiveram ainda um tutor privado chamado Francesco Olmi que foi encarregado de lhes ensinar os costumes cultos da alta sociedade de Florença. Também tiveram aulas de música com o experiente e madrigalista Luca Bati por três ducados ao mês por cada criança – tornando este o primeiro músico florentino a ser pago por uma tutoria fixa na história da cidade – que os ensinou a cantar, tocar piano e teoria musical. Estes ensinamentos foram o estopim para o refinamento cultural da família, principalmente no tocante às artes, e que seria passado gerações à frente.  
Quando o pai de Jacopo morre precocemente em 7 de janeiro de 1571 aos 51 anos, ele e os irmãos passam a ser curados pelos tios sobreviventes, primeiro Bardo, que falece no ano seguinte em 24 de dezembro de 1572, e então pelo tio Antonio, que os assume como filhos, e pela mãe, que se casa novamente em 1574 com o Conde Francesco Martelli, de onde nasce a meia-irmã deles Contessa Martelli em 1579. 
Neste intercurso de tempo, Antonio, como curador dos bens em 1572, aproveitando da restauração da Igreja de Santa Croce estabelece nela um Altar dedicado à família por apenas 1.200 ducados (aproximadamente R$ 1.281.504,00 milhões de reais). As decisões inteligentes feitas por Antonio foram cruciais para o desenvolvimento da família em um século onde as coisas estavam se alterando muito rapidamente, principalmente no que tange ao estado Florentino que havia recentemente abolido sua antiga forma de governo em 1532 com a criação do Ducado de Florença e o encerramento da Signoria. Antonio, que tentava fortemente inserir os filhos de Giovanni na corte – que cada vez se insurgia de Marqueses, Condes e Duques – viu na aproximação da família de’ Medici uma necessidade para a perpetuidade dos privilégios familiares concedidos desde o século XII até aquele momento. 
Alguns dos amigos de infância de Jacopo foram o Duque de Bracciano Virgílio Orsini, filho de Lisabetta Romola de’ Medici, e Piero e Don Giovanni de’ Medici, pelos quais nutriu relacionamento por toda vida e aparecem em diversas das suas cartas no Archivo di Stato di Firenze. 
Em 1582, sob à administração dos bens familiares, Antonio redecorou os Palácios da família e comprou uma carruagem e outros acessórios por 300 ducados – aproximadamente R$ 318.876,00 mil reais – indicando que se preparava para uma viagem. Por volta de 1585, conforme os garotos se tornavam homens, Antonio decidiu iniciar uma procura por dotes relevantes para a conjetura familiar de modo a manter seus contatos e o círculo nobre em que se encontravam, e foi diversas vezes para Roma, onde estavam à época um apogeu de diferentes famílias nobres de toda Itália. 
Foi em 1586 que Giulio, o filho do meio e irmão de Jacopo, partiu para a cidade de Madrid na Espanha como parte da comitiva de Don Piero de’ Medici, seu amigo de infância. No percurso da viagem, algo ocorre e Giulio não retorna, falecendo aos vinte e quatro anos. Nos relatos obtidos por Piero de’ Medici é descrito que Giulio houvera falecido após se sentir mal. Jacopo, que já tinha vinte e seis anos e em tese era o líder familiar dali em diante – o tio Antonio parecia estar doente – se mostrou bastante consternado, e murmurou diversas vezes sobre a preocupação em trazer o corpo do irmão de Madrid para que pudesse repousar com os demais familiares na tumba de Santa Croce. Ele gastou uma quantidade significativa de ducados para a exumação do corpo de Giulio em Madrid, que havia sido enterrado com honras pelo amigo Piero de’ Medici, e custeou todo o translado do corpo de Giulio até Florença para que pudesse, segundo Jacopo, “descansar em paz”. Pouco depois da chegada de Giulio e do seu sepultamento em Santa Croce, Jacopo contratou de primeira feita o escultor Giovanni di Scherano Fancelli para a execução de uma escultura, um busto de mármore com o rosto de Giulio. A negociação, no entanto, foi infrutífera pois o artista falecera pouco depois em setembro de 1588. O trabalho foi então remanejado para as mãos de Giovanni Caccini no mesmo ano, que também executou os bustos póstumos de Giulio, do pai de Jacopo, Giovanni, e do irmão Bardo Corsi. 
Giovanni Caccini usou de base para a criação dos bustos algumas pinturas feitas pelo pintor Santi di Tito, que havia sido comissionado pela família anos antes para criação de diversas pinturas familiares. Jacopo inclusive gostou tanto do trabalho de Santi, que encomendou outras pinturas e o tornou principal retratista da família Corsi. Encomendou primeiro uma de si mesmo, outra para suas filhas Giulia e Alessandra, e uma última com seu filho Antonio. Ainda em 1586, Jacopo e o irmão dele Bardo compraram a Villa Montughi – ou Villa Finaly – por 5.500 ducados (ap. R$ 5.884.560,00 milhões) daqueles herdeiros falidos de Bernardo de Niccolò da família Soderini. O tio de Jacopo, Antonio, vive apenas até o ano seguinte e falece em 18 de janeiro de 1587, tempo suficiente para que pelo menos Jacopo e Bardo galgassem sua emancipação. De fato, a negociação do dote do primeiro casamento de Jacopo Corsi com Settimia, filha do Marquês de Astrodoco Pierantonio Baroncelli-Bandini é feita por Antonio em Roma, e se concretiza postumamente à sua morte em 27 de setembro de 1587. As mortes de duas pessoas tão importantes para Jacopo em um lapso tão curto de menos de um ano certamente o afetou de alguma maneira, pois gastou ainda outros 1.500 ducados (aprox. R$ 1.601.880,00 milhões) em um pomposo e caro funeral para o tio que lhe havia criado. Todos estes gastos indicam uma disponibilidade de caixa abastada e grande recurso familiar para imprevistos, que não o impediram de continuar com seus planos e investimentos.
Pouco depois do casamento, no final de 1587, Jacopo, que estava recém-casado aos 25 anos, assume definitivamente a liderança da família e submete o Palazzo dei Boni na via della Vacca a uma série de melhorias e comissões de novos móveis que envolveram pintores, carpinteiros e estofadores como Niccolò Betti, que é contratado para pintar o brasão da família e reformar o palácio. Em 1584 Jacopo adquiriu duas estátuas de pedra que pertenciam anteriormente ao jardim do palácio de Don Luigi de Toledo, que ficaram na porta deste Palácio dei Boni até a morte de Jacopo, ocasião em que foram retirados e realocados em 1607 ao Palazzo Tornabuoni, recém-adquirido pelo irmão Bardo.  
Jacopo, então, após uma brilhante e curta carreira artística, falece de febre em 29 de dezembro de 1602 em Florença, deixando sete filhos e a esposa de segundas núpcias Laura Corsini. Todos os filhos de Jacopo – como mais uma vez se repete – eram crianças e adolescentes à época e foram acolhidos e se tornaram herdeiros do irmão de Jacopo, Bardo, que pouco depois se tornaria o primeiro Marquês de Caiazzo.   Um breve ensaio sobre a vida familiar de Jacopo é necessária para melhor se compreender a estrutura familiar deixada após a sua morte. Com a primeira esposa, Settimia, Jacopo teve uma filha chamada Giulia, nascida em 29 de abril de 1589, e um filho chamado Antonio, nascido em 7 de julho de 1591 e que posteriormente se tornaria o primeiro Marquês de San Pellegrinetto. 
No corrente ano Settimia falece em 15 de fevereiro de 1592, e Jacopo precisa casar-se novamente, ocasião em que constitui matrimônio com Laura de Lorenzo Corsini em 27 de setembro de 1595, uma das famílias mais nobres e proeminentes da cidade de Florença naquele século. Com Laura, Jacopo teve uma filha chamada Settimia, nascida em 1596, Maria nascida em outubro de 1598, Giovanni, nascido em 3 de fevereiro de 1600, Monsenhor Lorenzo, nascido em 3 de fevereiro de 1601, e a Freira Alessandra, que nasce em maio de 1602, pouco antes da morte dele. Todos eles passam então a ser criados pelo tio Bardo, mas também pela mãe Laura, com fortes influências da família Corsini. 

## Carreira
O tutor de Jacopo, Luca Bati, o introduz à cultura artística da cidade florentina de maneira extremamente seleta e culta, de modo que Jacopo passa a frequentar a Camerata de’ Bardi até se tornar seu principal mecenas. 
Jacopo passa a receber e a comissionar o trabalho de diversos artistas, e estreita com eles relações de amizade, tal como fez com Jacopo Peri, Ottavio Rinuccini e Giulio Caccini, todos artistas por ele comissionados e que com muita consideração relembram de Jacopo e prestam a ele homenagens após a sua morte. 
O seu palácio é retratado em muitos estudos como “um ponto de encontro, aberto para todos os artistas que quisessem aprender e compartilhar conhecimento”. Mas vale ressaltar, ainda, que Jacopo oportunizava a ascensão de artistas também desconhecidos, aos quais colaborava e financiava as artes acreditando em seu potencial. É por isso que Jacopo comissiona, por exemplo, as confecções dos bustos familiares de 1588 à Giovanni Caccini. É porque já desde 1578 esteve em contato com Giulio, irmão de Giovanni, o presenteando com dinheiro e inúmeros presentes. Por ao menos um ano Giulio aparece nas letteres como um artista assalariado e patrocinado por Jacopo.  Ele forneceu diversos imóveis à família: Um estúdio feito em Mármore e uma mesa lateral de nogueira para dobrar e segurar livros de música. A amizade entre em Giulio e Jacopo foi por toda vida, e o dito Giulio Caccini ficou ainda conhecido por ser intermediário na compra dos mobiliários do Palazzo dei Boni em 1587. Após a morte de Jacopo, Giulio ainda é visto em 1604, encarregado da venda de alguns de seus bens, como “um grande órgão de madeira” e uma viola. 
É, neste cenário, que Jacopo se introduz também como artista, aluno de Luca Bati. Em 1586, pouco depois da morte de Giulio, Jacopo compõe a “Mascherata di Pan”. No entanto, esta primeira composição jamais foi apresentada ou publicada, e acabou se perdendo no tempo, tendo apenas registro de sua existência nos Arquivos Familiares localizados no Archivo di Stato di Firenze. Assumindo a liderança da Camerata Fiorentina já no fim de 1588, Jacopo patrocina, como mecenas e como artista, a primeira ópera que se têm conhecimento no mundo, dita “Dafne”. 
Tudo começou em 1590, quando Jacopo Corsi associou-se com o cantor e compositor Jacopo Peri. Ambos sentiam que a arte contemporânea estava inferior às obras clássicas gregas e romanas, e decidiram tentar recriar a tragédia grega de Apolo e Dafne. Peri e Corsi contaram com a participação de Ottavio Rinuccini para a criação do libreto.  Anos depois, por volta de 1594, o projeto concluído se consagrava como a primeira ópera mundial. Apesar de muito esquecido quanto aos créditos da canção, se não fosse por Jacopo Corsi, é certo de que Dafne não existisse. Isto porque além de contribuir compondo parte da peça e patrociná-la, cedeu seu um de seus palácios, o Palazzo Corsini na Via del Parione, para uma estreia privativa da mesma no Carnaval de 26 de dezembro de 1597, sob o olhar e presença de importantes autoridades florentinas e amigas de Jacopo, como Don Giovanni de’ Medici. 

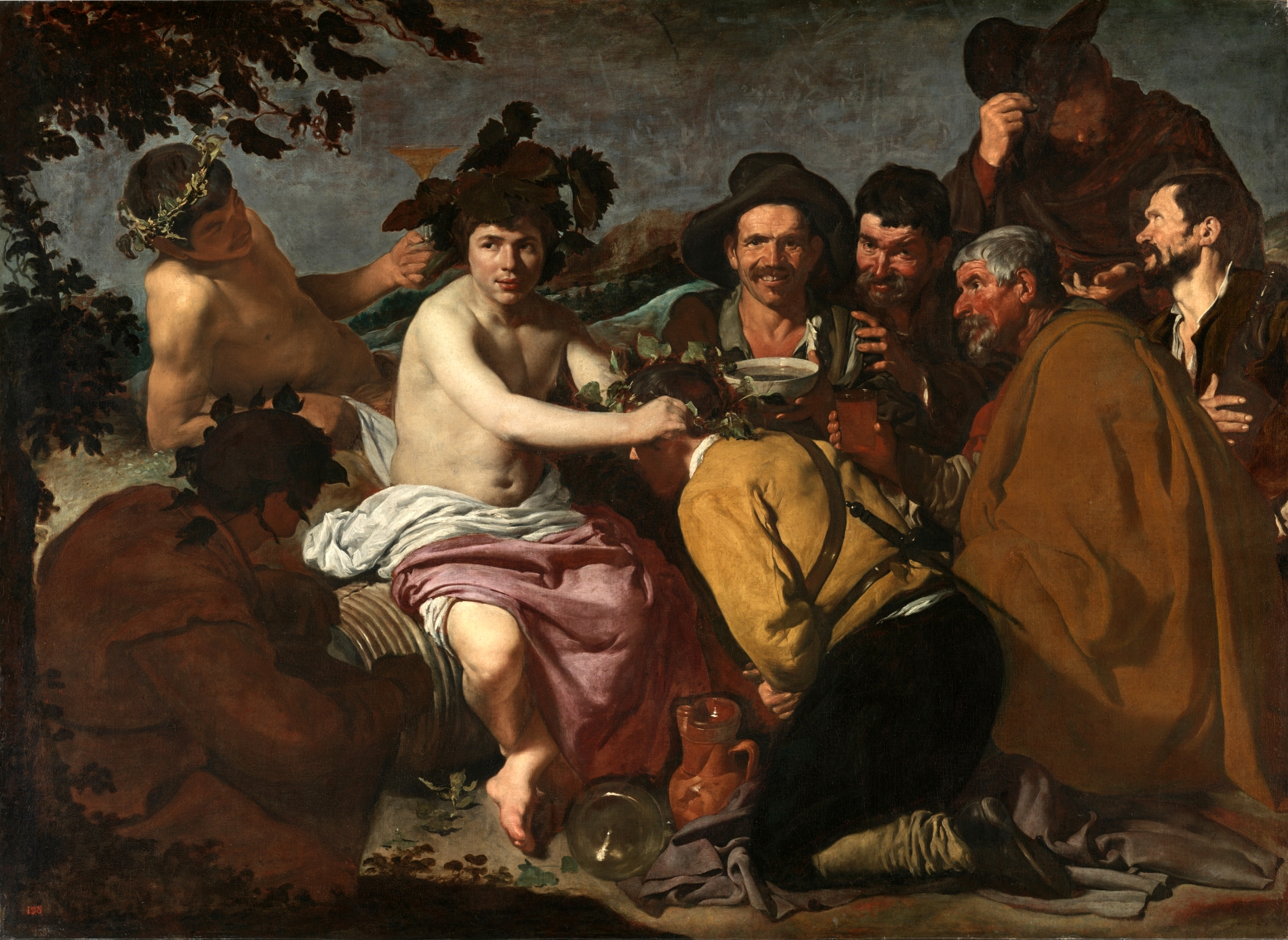
Triunfo de Baco por Andrea Bôscoli, encomendada por Jacopo Corsi em 1599, e erroneamente atribuída como sendo de Diego Velázquez.

É cediço que o Palazzo Corsini inclusive fora adquirido para este fim. Anos antes, em 1593, Jacopo comprou o Palazzo Corsini de Don Giovanni de’ Medici a quem era muito amigo e apegado. Este Palazzo ficava a frente do palácio de Don Giovanni e foi vendida pelos herdeiros de Jacopo em 1610, pouco depois da sua morte. A razão da compra, descrita nos arquivos como destinada a um local em que pudesse “reunir com a Academia, receber artistas e realizar apresentações”, evidência sua finalidade estritamente recreativa e nada familiar, já que Jacopo residia no Palazzo dei Boni na Via della Vacca. Anos antes da apresentação de Dafne, passou por diversas reformas de caiação, e implementação de mobílias, todas encomendadas por Jacopo. É neste Palazzo que se encontraram as numerosas antiguidades que haviam chegado de Roma para ele e que haviam sido restauradas pelos seus escultores Giovanni Caccini e Cristoforo Stati. Em janeiro de 1599 foi construída uma “sala grande” em que convergiam parâmetros de couro dourado, tapeçarias, portas com franjas de prata, esculturas e bustos – muito provavelmente os bustos de sua família finalizados por Giovanni Caccini em 1593 – içados sobre alguns “banquinhos” pintados com as armas e cores da família por Pompeo Caccini, filho do músico Giulio Caccini. Uma grande pintura foi destinada a esta mesma sala com a representação de um Triunfo de Baco por Andrea Bôscoli, com uma procissão de Bacantes providenciada pelo próprio Cristoforo Stati para Jacopo em 1599, erroneamente atribuída a Diego Velàzquez. Muitas tapeçarias foram compradas e em grandes quantidades por Jacopo e o irmão dele Bardo. Cenas naturalistas ideais para criar ambientes Arcádicos e pastorais que pareciam antecipar as soluções propostas por Cigoli para a primeira representação oficial de Eurídice. Esses gastos se entrelaçam, em crescentes compras e comissões para instrumentos musicais, suas respectivas afinações e papéis de música. Indicativos mostram que nele foram realizados um "baile de máscaras" e uma "comédia", ou seja, muito plausivelmente, as representações da Dafne e os primeiros ensaios para Eurídice. Foi uma espécie de palco privado da Casa Corsi, meramente recreativo e cultural, para um público ilustre, projetada nesse sentido, também, para que os compromissos de Jacopo com a música não entrassem em conflito com o cotidiano normal do Palazzo de família, que não teria suportado durante muito tempo as idas e vindas de músicos, cenógrafos, pintores e escultores necessários à preparação de complexas representações cênicas. 

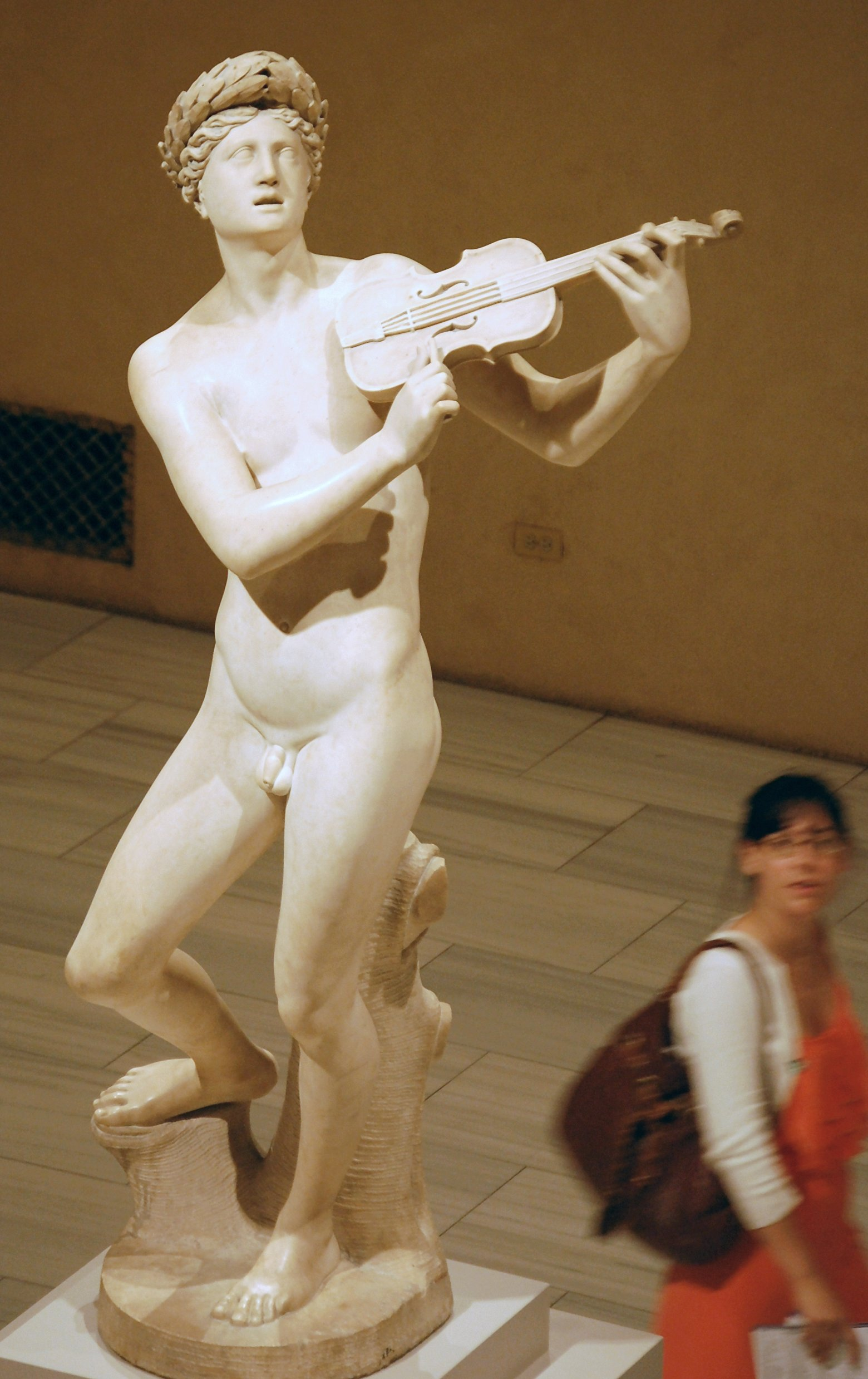
Orpheu de Cristofano Stati foi uma ordem de Jacopo Corsi.

Desta digníssima e histórica composição, Dafne sobrevive através de seis fragmentos, dois de Jacopo Corsi e quatro de Peri, mas a maior parte da música escrita pelos dois está perdida. O libreto de Ottavio Rinuccini resta intacto. O sucesso de Dafne e sua disseminação popular em todas as camadas aristocráticas da Itália oportunizou que Jacopo recebesse outra comissão, agora como parte do festivo do casamento entre Maria de’ Medici e o Rei Henrique IV da França. Com a ajuda do irmão Bardo, que adiantou grande soma necessária do dote dos nubentes, os irmãos Corsi também cederam a sua Villa em Sesto Fiorentino para a realização do casamento. Para este trabalho Jacopo convocou Jacopo Peri e Giulio Caccini, com libreto de Ottavio Rinuccini, mesmos componentes de Dafne, com a adição de Giulio, para uma obra consequente e de garantido sucesso. Para os trajes e cenografia, Jacopo comissionou Lodovico Cigoli, que entregou um trabalho descrito por ele como “memorável”. Além de financiar e dirigir o evento, Jacopo ainda participou tocando cravo – uma espécie antiga de piano – na apresentação oficial da ópera, que estreou em 6 de outubro de 1600 no Palazzo Pitti. Todos os feitos e esforços de Jacopo Corsi se resumem em Eurídice, um coroamento de anos de estudo, pesquisa e de contatos que adquiriu ao longo da vida. Eurídice afirmou a família mais uma vez como digna de estar entre os nobres de Florença, e as tentativas de ressurreição e homenagem intentada por Peri e Corsi lograram feitos, visto que persistem até os dias de hoje. 
É em comemoração a perfeita execução e popularização de Eurídice que Jacopo Corsi encomenda a estátua de “Orfeu” e um “Tritão” – o primeiro é principal personagem desta ópera – à Cristoforo Stati em 23 de fevereiro de 1601, reconhecida como a última de suas encomendas. A história acerca destas estátuas pode ser encontrada no artigo principal da Família Corsi, destinado as possessões da família, mas pode-se resumir in loco que Orfeu resistiu ao tempo e hoje repousa no Museu Metropolitano de Nova Iorque desde 1941. 
Jacopo, então, falece de febre em 29 de dezembro de 1602 em Florença, deixando sete filhos e a esposa de segundas núpcias Laura. O inventário de Jacopo, que foi redigido para o irmão Bardo em 1602, foi um dos mais ricos em aspectos artísticos e culturais, contando com dezenas de pinturas e esculturas, além de obras inovadoras ligadas estritamente à música e que haviam sido promovidas exclusivamente por Jacopo em seu círculo de músicos da Camerata Fiorentina. As homenagens e condecorações feitas por diversos e importantes artistas desta época deram a Jacopo o título de “Pai dos Pobres” pela sua natureza sempre altruísta que levou em vida.